# Juli 2024
Portal Geschichte | Portal Biografien | Aktuelle Ereignisse | Jahreskalender | Tagesartikel

◄ |
20. Jahrhundert |
21. Jahrhundert

◄ |
1990er |
2000er |
2010er |
2020er
| 2030er | 2040er

◄ |
2020 |
2021 |
2022 |
2023 |
2024
| 2025 | 2026 | 2027 | 2028 | ►

◄ |
April 2024 |
Mai 2024 |
Juni 2024 |
Juli 2024 |
August 2024 |
September 2024 |
Oktober 2024 |
►
Dieser Artikel behandelt tagesbezogene Nachrichten und Ereignisse im Juli 2024. Eine Artikelübersicht zu thematischen „Dauerbrennern“ und zu länger andauernden Veranstaltungen findet sich auf der Seite zu den laufenden Ereignissen.

## Tagesgeschehen

### Montag, 1. Juli 2024
- Torri del Benaco/Italien: Beim Norovirus-Ausbruch 2024 wurden rund um die Gemeinde Torri del Benaco mehr als 900 Fälle an Magen-Darm-Erkrankungen registriert und mehr als 300 Menschen mit entsprechenden Symptomen hospitalisiert.[1]
- Wiesbaden/Deutschland: Vivian Silver wird mit dem Hessischen Friedenspreis gewürdigt
- Wimbledon/Vereinigtes Königreich: Beginn der Wimbledon Championships 2024
- Berlin/Deutschland: Das Bundes-Klimaanpassungsgesetz tritt in Kraft.
- Deutschland: Das Nebenkostenprivileg besteht nicht mehr.
- Washington, D.C./Vereinigte Staaten: Der Oberste Gerichtshof entscheidet in einem Verfahren gegen Ex-Präsident Donald Trump mit 6 gegen 3 Richterstimmen, dass US-Präsidenten nicht nur für Handlungen, die in ihren verfassungsmäßigen Zuständigkeitsbereich fallen, absolute Immunität vor Strafverfolgung genießen, sondern für alle offiziellen Handlungen zumindest mutmaßlichen Anspruch darauf haben. Für inoffizielle Handlungen bestehe dagegen keine Immunität.[2]
- Slowakei: Der öffentlich-rechtliche Sender der Slowakei RTVS ist per Gesetz aufgelöst worden und wird durch ein Staatsmedium ersetzt.[3]
- EU: Ungarn übernimmt im 2. Halbjahr 2024 den Vorsitz im Rat der Europäischen Union.

### Dienstag, 2. Juli 2024
- Agra/Indien: Nahe der Distriktstadt Hathras im Westen von Uttar Pradesh kommt es zu einer Massenpanik, bei der über 120 Menschen sterben.[4][5]
- Europa: In mehreren Ländern startet der europäische Zahlungsdienst Wero, der Giropay ersetzen und eine Alternative zu PayPal werden soll.

### Mittwoch, 3. Juli 2024

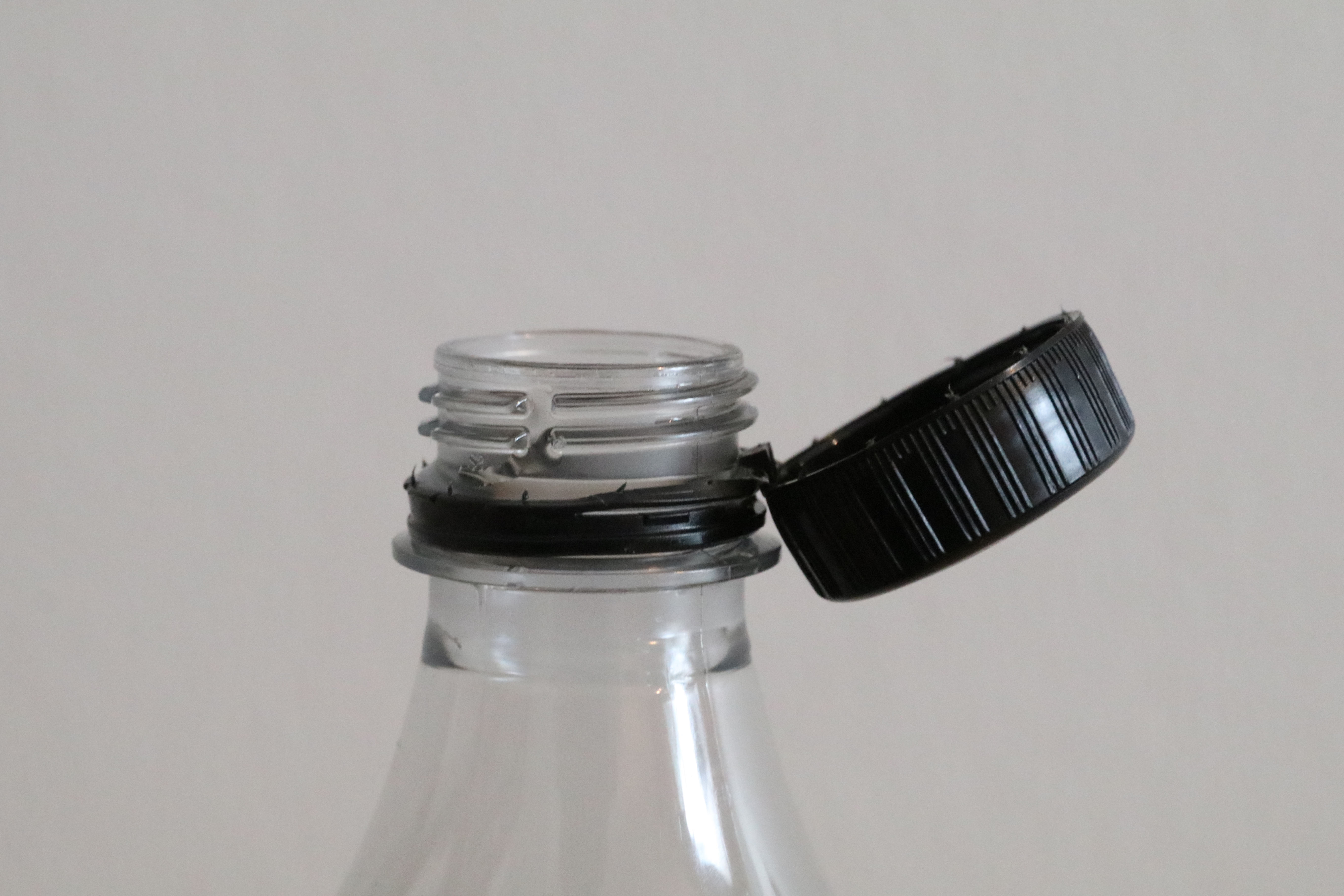
Tethered Cap

- Tethered CapMoosinning/Deutschland: Beginn des Golfturniers BMW International Open (bis 7. Juli)
- Brüssel/Belgien: Eine EU-Richtlinie tritt in Kraft, die sogenannte Tethered caps, also Deckel, die fest mit der Flasche verbunden sind, bei aus Kunststoff bestehenden Flaschen in allen Mitgliedsstaaten der Europäischen Union vorschreibt
- Astana/Kasachstan: Gipfeltreffen der Shanghaier Organisation für Zusammenarbeit (bis 4. Juli)

### Donnerstag, 4. Juli 2024
- London/Vereinigtes Königreich: Britische Unterhauswahl
- Potsdam/Deutschland: Eröffnung der Neuen Synagoge

### Freitag, 5. Juli 2024

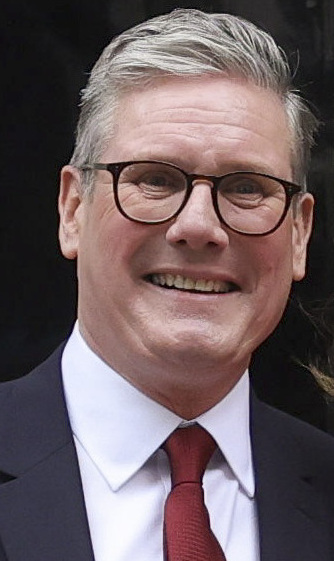
Keir Starmer

- London/Vereinigtes Königreich: Keir Starmer wird Nachfolger von Rishi Sunak als britischer Premierminister.

### Samstag, 6. Juli 2024
- Niamey/Niger: Burkina Faso, Mali und Niger, die bereits im September 2023 den Verteidigungspakt Allianz der Sahelstaaten geschlossen haben und im Januar 2024 aus der Wirtschaftsgemeinschaft ECOWAS ausgetreten sind, gründen die Konföderation der Sahel-Staaten.[6][7]

### Sonntag, 7. Juli 2024
- Frankreich: Zweiter Wahlgang der Parlamentswahl in Frankreich 2024

### Montag, 8. Juli 2024
- Europäische Union/Weltweit: Copernicus vermeldet, dass der Juni 2024 der global wärmste Juni seit Aufzeichnungsbeginn und der dreizehnte Monat in Folge war (seit Juni 2023), der einen neuen Rekord für die jeweiligen Monatsdurchschnittstemperaturen brachte.
- Brüssel/Belgien: Die neue Fraktion Patrioten für Europa im Europaparlament konstituiert sich.
- Mombasa/Kenia: Ein Gerichtsprozess wegen Terrorismus gegen Sektenführer Paul Nthenge Mackenzie und weitere 94 Angeklagte beginnt. Ihnen wird vorgeworfen, für den Tod von über 440 Menschen verantwortlich zu sein. In separaten Verfahren ist Mackenzie daher wegen Mordes und Totschlags sowie Folter und Misshandlung von Kindern angeklagt.[8]

### Dienstag, 9. Juli 2024
- Washington, D.C./Vereinigte Staaten: NATO-Gipfeltreffen (bis 11. Juli)
- Kourou/Französisch-Guayana: Die europäische Trägerrakete Ariane 6 hebt zu ihrem Jungfernflug ab.

### Mittwoch, 10. Juli 2024
- Mainz/Deutschland: Der Landtag von Rheinland-Pfalz wählt Alexander Schweitzer, bislang Minister für Arbeit, Soziales, Transformation und Digitalisierung zum Ministerpräsidenten. Er löst Malu Dreyer ab, die nach mehr als 11 Jahren im Amt ihren Rückzug erklärt hatte.

### Freitag, 12. Juli 2024
Veröffentlichung der Apple Vision Pro in Deutschland und im Asiatischen Raum.

### Samstag, 13. Juli 2024
- Butler/Vereinigte Staaten: Bei einer Wahlkampfveranstaltung in Butler (Pennsylvania) kommt es zum Attentat auf Donald Trump, der am Ohr verletzt wird.
- Steinbergkirche/Deutschland: Die Reformationslinde in Steinbergkirche wird vom Kuratorium Nationalerbe-Baum der Deutschen Dendrologischen Gesellschaft zum Nationalerbe-Baum ausgezeichnet.[9]

### Sonntag, 14. Juli 2024
- Berlin/Deutschland: Im Finale der Fußball-Europameisterschaft der Herren gewinnt Spanien nach einem 2:1 gegen England seinen vierten Titel.
- Cottbus/Deutschland: Abschluss der Bahnradsport-Europameisterschaften der Junioren/U23
- Wimbledon/Vereinigtes Königreich: Ende der Wimbledon Championships
- Miami Gardens/Vereinigte Staaten: Im Finale der Copa América 2024 der Herren gewinnt Argentinien nach einem 1:0 gegen Kolumbien seinen 16. Titel.
- Troon/Vereinigtes Königreich: Beginn des Golfturniers British Open (bis 21. Juli).

### Montag, 15. Juli 2024
- Kigali/Ruanda: Parlamentswahl und Präsidentschaftswahl
- Nordirland: Beginn der U-19-Fußball-Europameisterschaft 2024 der Herren
- Milwaukee/Vereinigte Staaten: Republican National Convention 2024
- Saint-Malo/Frankreich: Vierzehn Tage nach dem Start erreichen erste Mannschaften das Ziel der Segelregatta Transat Québec Saint-Malo

### Dienstag, 16. Juli 2024
- Straßburg/Frankreich: Konstituierende Sitzung des durch die Europawahl 2024 neu gewählten Europäischen Parlamentes. Roberta Metsola wird als Parlamentspräsidentin wiedergewählt.

### Mittwoch, 17. Juli 2024
- Bregenz/Österreich: Eröffnung der 78. Bregenzer Festspiele (bis 18. August)

### Donnerstag, 18. Juli 2024
- Straßburg/Frankreich: Wiederwahl von Ursula von der Leyen als Präsidentin der Europäischen Kommission durch das Europäische Parlament.
- Woodstock/Vereinigtes Königreich: Gipfeltreffen der Europäischen Politischen Gemeinschaft im Blenheim Palace

### Freitag, 19. Juli 2024
- Weltweit: Ein fehlerhaftes Update der Crowdstrike-Software  Falcon Sensor sorgt für weltweite IT-Ausfälle.

### Sonntag, 21. Juli 2024
- Weltweit: Mit 17,09 °C wurde ein neuer Rekord für die tägliche globale Durchschnittstemperatur erreicht.[10]
- Nizza/Frankreich: Ende der Tour de France 2024
- Washington/Vereinigte Staaten: Amtsinhaber Joe Biden von den Demokraten kündigt den Rückzug seiner Kandidatur für die bevorstehende US-Präsidentschaftswahl an.

### Montag, 22. Juli 2024
- Weltweit: Mit 17,16 °C wurde ein neuer Rekord für die tägliche globale Durchschnittstemperatur erreicht (siehe auch: Temperaturanomalien im Jahr 2024).[10]

### Dienstag, 23. Juli 2024
- Berlin/Deutschland: Das Oberverwaltungsgericht Berlin-Brandenburg verurteilt die Bundesregierung zur Änderung des Nationalen Luftreinhalteprogramms.[11]
- Deutschland: In Zusammenhang mit der COVID-19-Pandemie in Deutschland werden die vollständig entschwärzten Protokolle des RKI-Krisenstabs geleakt.

### Mittwoch, 24. Juli 2024
- Kalifornien/Vereinigte Staaten: Im Norden Kaliforniens bricht mit dem sogenannten Park Fire ein großflächiger Waldbrand aus.

### Donnerstag, 25. Juli 2024
- Bayreuth/Deutschland: Eröffnung der 113. Bayreuther Festspiele (bis 27. August)

### Freitag, 26. Juli 2024
- Paris/Frankreich: Beginn der Olympischen Sommerspiele 2024, Eröffnungsfeier der Olympischen Sommerspiele 2024
- In Memmingen (Bayern) kommt es in einem Wohnhaus zu einer Gasexplosion, welche das Gebäude und Teile des Nachbarhauses einstürzen lässt. Es gibt einen Toten und einen Millionenschaden.

### Sonntag, 28. Juli 2024
- Nordirland: Finale der U-19-Fußball-Europameisterschaft 2024 der Herren
- Venezuela: Präsidentschaftswahl in Venezuela 2024

### Montag, 29. Juli 2024
- Southport/Vereinigtes Königreich: Bei einer Messerattacke werden drei Mädchen im Alter von 6 bis 9 Jahren getötet. Obwohl der siebzehnjährige Täter keinen islamistischen Hintergrund besitzt, löst das Verbrechen in mehreren Städten im Vereinigten Königreich gewaltsame antiislamische Proteste aus.

### Mittwoch, 31. Juli 2024
- Teheran/Iran: Vor dem Hintergrund des Krieges zwischen Israel und der Hamas wird der politische Führer der Hamas, Ismail Haniyya, durch eine Bombenexplosion getötet.